# Остапов, Даниил Андреевич
Дании́л Андре́евич Оста́пов (1894 — январь 1975) — личный секретарь и келейник патриарха Московского и всея Руси Алексия I, заместитель председателя хозяйственного управления Московской патриархии. Оказывал значительное влияние на ход дел в Московской патриархии (центральном органе управления Русской православной церкви) в 1950—1960-х годах.

## Биография

### Ранний период
Родился в 1894 году в деревне Сечино (ныне Крапивенского района Тульской области).
Был в прислуге Сергея Симанского (будущий патриарх Алексий I), который знал его с 1908 года. После смерти брата в 1914 году исполнял обязанности келейника.
В конце 1920-х годов по благословению архиепископа Алексия (Симанского) женился; имел двоих сыновей. Пытаясь объяснить по-семейному близкие отношения между патриархом Алексием и Остаповыми, близко знавший патриарха Алексия I регент Николай Георгиевский говорил в 2017 году: «близка была к Патриарху лишь Анна Ефимовна — жена Даниила Андреевича Остапова. Она даже внешне чем-то неуловимо напоминала самого Патриарха: жестами, обликом, чем-то ещё… Конечно, согласен, что все это „тайна за семью печатями“, но, думаю, дело было в ней. <…> И внешне она тоже очень напоминала если не самого Патриарха, то его семейных — отца, мать… То есть, я думаю, она была какой-то ближней родственницей Святейшего, не известной нам официально».
Обстоятельства его разлуки (до начала войны) с Алексием (Симанским) остаются неясны; во время войны находился на оккупированной немцами территории. Согласно воспоминаниям кадрового сотрудника НКВД Ивана Михеева, с августа 1941 года работавшего под церковным прикрытием в качестве иподиакона (впоследствии игумена «Иувеналия (Лунина)») и секретаря епископа Калининского (впоследствии архиепископа Минского) Василия (Ратмирова), Остапов был найден им по поручению патриарха Алексия в сентябре 1944 года на хуторе близ Шяуляя (Литва) и доставлен архиепископом Василием (Ратмировым) в Минск, затем — в Москву.

### Работа в Московской патриархии
В 1945 году вместе с семьёй поселился в Загорске; исполнял функции личного секретаря и камердинера патриарха Алексия.
25 октября 1946 года был задержан как лицо, находившееся на оккупированной территории; освобождён 5 ноября того же года по письменному ходатайству Патриарха перед председателем Совета по делам РПЦ Г. Г. Карповым
В 1956 году Остапов по совместительству занял должность заместителя председателя хозяйственного управления Патриархии.
В 1960-х годах патриарх Алексий в значительной мере отошёл от занятий текущими делами, проводя значительную часть лета в своей резиденции в одесском Успенском монастыре. Совет по делам Русской православной церкви, во главе которого стал вместо Карпова В. А. Куроедов, видел в деятельности Остапова существенную помеху своей антицерковной политике.

### Последние годы
Согласно некоторым недостоверным сведениям, незадолго до своей смерти патриарх Алексий I составил духовное завещание: «Всё, что остается после моей смерти, и что при жизни моей считалось моим достоянием, я оставляю в полную собственность и предоставляю распоряжаться, как найдут нужным, Даниилу Андреевичу Остапову и сыну его, моему крестнику, протоиерею Алексию, самым близким, дорогим и верным мне людям. Относительно церковных предметов — именно: митр, мантий, облачений — выражаю желание, чтобы они были переданы часть в Лавру, часть в Патриархию.»
17 апреля 1970 года патриарх Алексий скончался в подмосковной резиденции (в Лукине) на руках Даниила Андреевича. В феврале 1973 года Остапов был арестован по обвинению в присвоении ценностей. Летом 1974 года УКГБ Москвы и Московской области обратилось в Президиум Верховного Совета СССР с ходатайством об освобождении его от уголовной ответственности; был освобождён Часть конфискованных ценностей передали в Государственный исторический музей; ценности, принадлежавшие Патриархии, ей и были возвращены.
Трудами его младшего сына Алексея (впоследствии протоиерей) в Церковно-археологическом кабинете Московской духовной академии был создан мемориальный кабинет Патриарха Алексия I, где экспонируются некоторые предметы, изъятые у Д. А. Остапова.
Похоронен на монастырском некрополе одесского Успенского монастыря.
Исследователи ссылаются на его «Дневники», которые не опубликованы.

## Оценка его деятельности современниками
По мнению (публикация произвольной записи его бесед) митрополита Питирима (Нечаева), «Даниил Андреевич был человек, несомненно, церковный, верующий и по-своему очень преданный Патриарху, но очень жадный и исключительно ревнивый. Из ревности он никого к нему близко не подпускал. <…> Данила был посвящён во все дела Патриарха, но все тайны унес с собой.»
Архиепископ Василий (Кривошеин):

А протоиерей Виталий Боровой, комментируя роль Д. А. Остапова в этом деле, резонно сказал мне: «Роль Остапова, как агента Куроедова и КГБ, в организации и проведении отставки владыки Антония выявилась с полной ясностью и в полный рост. То, чего не захотел сделать митрополит Никодим, успешно проделал Остапов».

Позитивные оценки его роли обычно вызваны его желанием и возможностями помогать Церкви и её членам используя своё особое положение.

«Построили с помощью Хозяйственного Управления Московской Патриархии двухэтажный корпус. Всемерно содействовал заместитель председателя Управления приснопамятный Даниил Андреевич Остапов, претерпевший затем от режима. Ему бы мемориальные доски многие монастыри, да и наша семинария должны поставить, но и духовная власть, боясь всесильного „ока государева“ гнала несчастного. Если посмотреть с государственной стороны: сколько спас Остапов государственных ценностей от разрушения и исчезновения».

«Реабилитироваться Д. П. Огицкому, как свидетельствует протопресвитер В. Боровой, помог личный секретарь и келейник Святейшего Патриарха Алексия I Данила Андреевич Остапов. Во время войны Остапов оказался на территории оккупированной Литвы. Тогда-то Остапов и Огицкий познакомились, при этом последний оказал значительные услуги Даниле Андреевичу. Их характер, к сожалению, мне неизвестен, однако известно, что Данила Андреевич Остапов воздал добром за добро, когда Огицкий оказался в беде».

«Особым чудом была помощь покойного батюшки отца Алексея Остапова, а затем и его отца — секретаря Патриарха Данилы Андреевича Остапова. <…>Данила Андреевич много помогал матушке материально. Приобретались частные монашеские дома».

## Награды
- Орден святого равноапостольного великого князя Владимира III степени (РПЦ, 1961 год)
- Орден святого равноапостольного великого князя Владимира II степени (1963 год)[17].